# Marie Zolamian
Marie Zolamian (Beyrouth, 1975) est une artiste plasticienne libanaise vivant en Belgique.

## Biographie
À 15 ans, elle fuit le Liban avec sa famille et s'installe à Liège en Belgique, où elle vit et travaille à présent. Tout en étudiant le marketing, elle s'oriente vers la section Arts Visuels à l'Académie Royale des beaux-arts de Liège et à La Cambre à Bruxelles. Elle fut professeure de peinture à l'Académie royale des Beaux-Arts de Liège.

## Œuvre
Artiste pluridisciplinaire, Zolamian utilise de nombreux supports : écriture, peinture, dessin, vidéos et installations. Elle envisage son travail comme une suite de séquences constituant, au fil du temps, « un documentaire expérimental d’une ethnologie fictionnelle, l’expérimentation d’un auto-déracinement dans un monde globalisé qui mixte des modes de vie, des pensées et des histoires tant orientales qu’occidentales ». 
Une de ses œuvres publiques majeures est une mosaïque disposée sur le sol de l'entrée du musée des Beaux-Arts d'Anvers (KMSKA) en 2017. Marie Zolamian l'a imaginée comme une compilation de fragments de peintures des collections du musée d'Anvers et de chimères. Il s’agit de la plus grande mosaïque de sol réalisée en Europe au cours des 20 dernières années[réf. nécessaire]. Elle est composée de 600000 tesselles, pèse trois tonnes et a une superficie de 76 mètres carrés. Cette œuvre a déclenché une controverse durant plusieurs années autour de sa paternité, disputée entre Marie Zolamian, les artisans de l'atelier Mosaico di Due et la Communauté flamande . Zolamian a assigné la Communauté flamande en justice. Il a été statué en juin 2022 que Zolamian « jouit du droit d'auteur exclusif sur le dessin en mosaïque et son exécution dans le péristyle du KMSKA » .
En juin 2023, le prix Ianchelevici lui est décerné. Ce prix triennal, organisé à l’initiative de la Fondation Ianchelevici et mis sur pied par le Musée en Plein air du Sart Tilman (Liège), porte sur toute œuvre d’arts plastiques d’intégration artistique à l’urbanisme.